# Zale rhigodora
Zale rhigodora là một loài bướm đêm trong họ Erebidae.